# Vertigo Records
Pour les articles homonymes, voir Vertigo.
Vertigo Records est un label discographique britannique, créé en 1969 par la filiale anglaise de Philips Records et dédié à la publication d'albums de rock progressif et d'autres styles musicaux non conventionnels. Le label appartient depuis 1999 à la major du disque Universal Music Group. Il est par la suite exploité par Universal Music Germany. Le catalogue britannique de Vertigo a été intégré dans Mercury Records, qui a été absorbé en 2013 par Virgin EMI Records (rebaptisé sous le nom d'EMI Records en juin 2020).

## Histoire
Vertigo est une division de Republic Records aux États-Unis, et opère sous le nom d'EMI Records au Royaume-Uni, qui est à son tour un groupe musical de première ligne d'Universal Music UK. Island Records gère le catalogue nord-américain de Vertigo qui était autrefois distribué par Mercury. En France, Vertigo France existe en tant que sous-label de Disques Barclay d'Universal Music France jusqu'en 2014, date à laquelle il est rebaptisé Island France. En Allemagne, Vertigo a fusionné avec Capitol Records et est principalement utilisé pour les artistes allemands de rock, et s'appelle Vertigo/Capitol (l'exception contractuelle notable ici est Lewis Capaldi, il vient du Royaume-Uni). Le label compte parmi ses artistes historiques Metallica (en dehors des États-Unis et du Canada), Razorlight, Rush (Europe) et Dire Straits (à l'exception des États-Unis). Parmi les signatures plus récentes, citons The Rapture, The Killers (Royaume-Uni/Irlande), One Night Only, Amy Macdonald, Noisettes et Thee Unstrung entre 2004 et 2005 et Kassidy en 2009. Black Sabbath revient sur le label en 2013 (y compris aux États-Unis et au Canada pour la première fois via le label frère Republic) jusqu'à sa séparation en 2017, bien que l'ancien label frère Sanctuary Records Group ait acquis les droits internationaux de leur catalogue dans l'intervalle (le groupe était sur Vertigo pour la dernière fois en 1987).
Vertigo/Capitol (anciennement Vertigo Berlin) est désormais le seul label Vertigo actif au sein du groupe Universal Music. Les artistes signés sur Vertigo/Capitol sont Rammstein, Chvrches, Herbert Grönemeyer, Andreas Bourani, Haim, AnnenMayKantereit, Gzuz, Volbeat ou Sportfreunde Stiller. Le sixième album studio d'Unheilig, Große Freiheit, devient l'un des albums les plus populaires de tous les temps en Allemagne et se vend à 2 millions d'exemplaires. L'album Palmen aus Plastik 2 du rappeur Bonez MC et de RAF Camora reste 58 semaines dans les charts allemands et est le premier album à avoir 8 chansons dans le top 10 des single charts la semaine de sa sortie. Le premier album de Shirin David, Supersize, est le premier album d'une artiste hip-hop féminine à se classer en première position. Des artistes internationaux comme Lana Del Rey, Dua Lipa, Sigrid ou le chanteur écossais Lewis Capaldi ont également lancé leur carrière sur Vertigo.

## Groupes et artistes
- Affinity (groupe)
- Black Sabbath
- Catapilla
- Colosseum
- Gentle Giant
- Aphrodite's Child
- Uriah Heep
- Thin Lizzy
- Dire Straits
- Jade Warrior
- Earth and Fire (Pays-Bas)
- Juicy Lucy
- Manfred Mann
- The Sensational Alex Harvey Band
- Status Quo
- Rod Stewart
- Tudor Lodge
- War Horse
- Patto

## Discographie

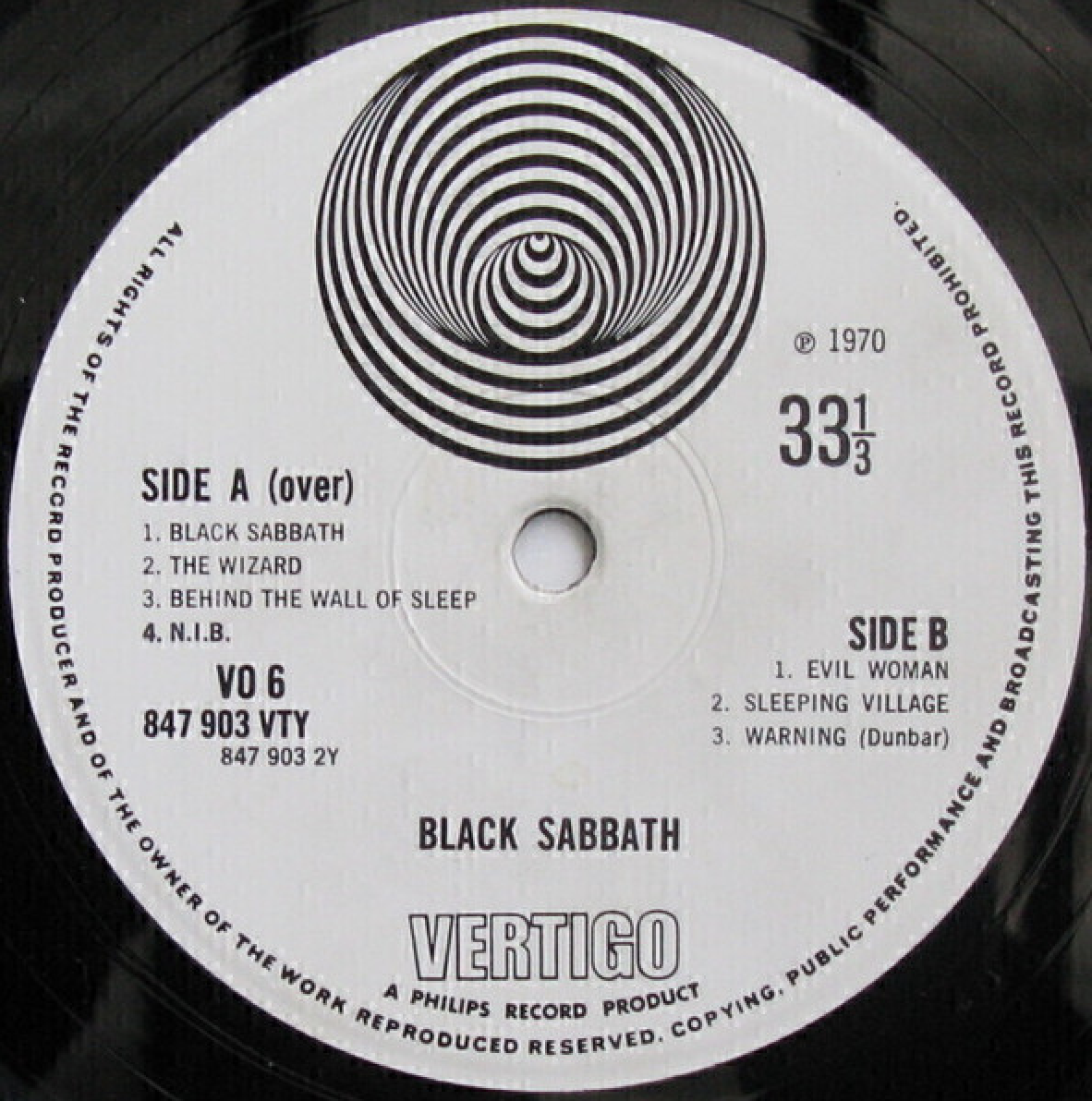
Étiquette de l'album Black Sabbath publié en 1970.

- 1970 : Black Sabbath / Black Sabbath
- 1970 : Uriah Heep / Very 'eavy... Very 'umble
- 1972 : Status Quo / Piledriver
- 1972 : Aphrodite's Child / 666
- 1976 : Kayak / The Last Encore
- 1978 : Dire Straits / Dire Straits (album)
- 1979 : Dire Straits / Communiqué
- 1979 : Earth and Fire / Reality Fills Fantasy
- 1980 : Dire Straits / Making Movies
- 1981 : Def Leppard / High 'n' Dry
- 1982 : Dire Straits / Love over Gold
- 1983 : Metallica / Kill 'Em All (Europe)
- 1984 : Dire Straits / Alchemy (Live)
- 1995 : Metallica / Load
- 2008 : Amy Macdonald / This Is the Life